# North American Cup
De North American Cup (voorheen: America’s Cup) is een continentaal skeletonkampioenschap georganiseerd door de Internationale Bobslee- en Skeletonfederatie. Het is het tweede niveau onder de wereldbeker skeleton sinds het verdwijnen van de Intercontinental Cup in 2023. De wedstrijden worden gehouden in de Verenigde Staten en Canada maar staan wel open voor een internationaal deelnemersveld.

## Winnaars

### Mannen
| Seizoen | Eerste               | Tweede              | Derde              |
| ------- | -------------------- | ------------------- | ------------------ |
| 2000/01 | Trevor Christie      | Zach Lund           | Nathan Cicoria     |
| 2001/02 | Zach Lund            | Kevin Ellis         | Jim Torrico        |
| 2002/03 | Brian McDonald       | Nathan Cicoria      | Mike Cline         |
| 2003/04 | Zach Lund            | Caleb Smith         | Robert Murray      |
| 2004/05 | Brady Canfield       | Chris Hedquist      | Jim Shea Jr.       |
| 2005/06 | Yūki Nozawa          | Keith Loach         | Chris Hedquist     |
| 2006/07 | Andy Wood            | Matthew Antoine     | Chris Type         |
| 2007/08 | Yuki Sasahara        | Chris Burgess       | Yuzuru Hanyūda     |
| 2008/09 | Grégory Saint-Géniès | Luke Schulz         | Yuzuru Hanyūda     |
| 2009/10 | Kyle Tress           | Chris Burgess       | Anthony Deane      |
| 2010/11 | Yuzuru Hanyūda       | Greg Maidment       | Tom Santagato      |
| 2011/12 | Ian Mills            | Ben Sandford        | Paul Fraser        |
| 2012/13 | Barrett Martineau    | Sean Greenwood      | Patrick Rooney     |
| 2013/14 | Shinsuke Tayama      | Aleksandr Tretjakov | Austin McCrary     |
| 2014/15 | Trent Kraychir       | Michael Rogals      | Austin McCrary     |
| 2015/16 | Ander Mirambell      | Alex Ivanov         | John Farrow        |
| 2016/17 | John Farrow          | Kim Jun-hyeon       | John Daly          |
| 2017/18 | Austin Florian       | Andrew Blaser       | Katsuyuki Miyajima |
| 2018/19 | Andrew Blaser        | Nicholas Timmings   | Blake Enzie        |
| 2019/20 | Ander Mirambell      | Chris Strup         | Nathan Crumpton    |
| 2020/21 | John Daly            | Blake Enzie         | Troy Wilson        |
| 2021/22 | Nicholas Timmings    | Ander Mirambell     | Brendan Doyle      |
| 2022/23 | Brendan Doyle        | Kyle Donsberger     | Ryan Kuehn         |
| 2023/24 | Brendan Doyle        | Sim Hyung-jun       | Jonathan Yaw       |
| 2024/25 |                      |                     |                    |

### Vrouwen
| Seizoen | Eerste                | Tweede                | Derde             |
| ------- | --------------------- | --------------------- | ----------------- |
| 2000/01 | Tristan Gale          | Lindsay Alcock        | Colleen Rush      |
| 2001/02 | Janet Ivers           | Kathrine Koczynski    | Noelle Pikus      |
| 2002/03 | Noelle Pikus-Pace     | Babs Isak             | Sarah Lacey       |
| 2003/04 | Katie Uhlaender       | Natasha Ellison       | Jody Barton       |
| 2004/05 | Courtney Yamada       | Jody Barton           | Jessica Palmer    |
| 2005/06 | Natasha Ellison       | Felicia Canfield      | Sarah Reid        |
| 2006/07 | Anne O'Shea           | Jessica Palmer        | Maggie Davies     |
| 2007/08 | Louise Corcoran       | Darla Deschamps       | Cassie Revelli    |
| 2008/09 | Anne O'Shea           | Tionette Stoddard     | Rebecca Sorensen  |
| 2009/10 | Jaclyn LaBerge        | Lanette Prediger      | Robynne Thompson  |
| 2010/11 | Lanette Prediger      | Jaclyn LaBerge        | Sophia Griebel    |
| 2011/12 | Cassie Hawrysh        | Randee Brookes        | Madison Charney   |
| 2012/13 | Jane Channell         | Madison Charney       | Elisabeth Vathje  |
| 2013/14 | Elisabeth Vathje      | Madison Charney       | Maria Orlova      |
| 2014/15 | Mirela Rahneva        | Lauren Salter         | Grace Dafoe       |
| 2015/16 | Veronica Day          | Jaclyn LaBerge        | Mun Ra-young      |
| 2016/17 | Mun Ra-young          | Madison Charney       | Gracie Clapp      |
| 2017/18 | Kelly Curtis          | Grace Dafoe           | Kristen Hurley    |
| 2018/19 | Kelly Curtis          | Leslie Stratton       | Sara Roderick     |
| 2019/20 | Kim Eun-ji            | Nicole Rocha Silveira | Mystique Ro       |
| 2020/21 | Madison Charney       | Mystique Ro           | Savannah Graybill |
| 2021/22 | Nicole Rocha Silveira | Lee Jeong-hyeok       | Leslie Stratton   |
| 2022/23 | Tirza Lara            | Natalie Coughlin      | Shannon Galea     |
| 2023/24 | Katie Uhlaender       | Logan Wudi            | Hong Su-jung      |
| 2024/25 |                       |                       |                   |